# Limnonectes kenepaiensis
Limnonectes kenepaiensis là một loài ếch trong họ Ranidae.
Nó được tìm thấy ở Indonesia và Malaysia.
Các môi trường sống tự nhiên của chúng là đầm nước nhiệt đới hoặc cận nhiệt đới và đầm lầy.
Tình trạng bảo tồn của nó hiện chưa đủ thông tin.